# Los Angeles Buccaneers
Los Angeles Buccaneers fue un equipo de fútbol itinerante de la NFL durante la temporada de 1926, que representó ostensiblemente a la ciudad de Los Ángeles, California. Al igual que Los Angeles Wildcats de la primera American Football League, el equipo realmente nunca jugó un partido de liga en Los Ángeles. hizo de local en las afueras de Chicago con jugadores de las universidades de California.
El historiador Michael McCambridge ha declarado que los Buccaneers tenía previsto jugar en el L.A. Memorial y se convirtió en un equipo itinerante sólo después de que la Comisión delñ Coliseum se negara a que los equipos profesionales jueguen allí. Sin embargo, la dificultad de los viajes transcontinentales en la era anterior a los viajes aéreos modernos debe haber sido un factor importante en la decisión de basar el equipo en el Medio Oeste, sobre todo teniendo en cuenta que eran numerosos otros estadios lo suficientemente grandes como para dar cabida a un equipo de la NFL (El Rose Bowl y Wrigley de los Ángeles están entre ellos) tenido la liga que desee seguir esa ruta. A pesar de haber sido rechazado por el Coliseum, los Buccaneers jugaron dos partidos en casa en Los Ángeles, ambos juegos de exhibición contra los New York Yankees (NFL) de la AFL en enero de 1927. También jugó dos partidos en San Francisco, incluyendo el último su partido, un juego de exhibición contra los Wildcats, con una derrota 17-0, el 23 de enero de 1927. Debido a esto, la NFL consideró oficialmente que la ciudad de origen del equipo sea de los Ángeles.

## Temporada
| Año  | V | D | E | Resultado | Entrenador(es)          |
| ---- | - | - | - | --------- | ----------------------- |
| 1926 | 6 | 3 | 1 | 6.º       | Tut Imlay, Brick Muller |

## Calendario
| Semana | Día                      | Oponente                  | Resultado |
| ------ | ------------------------ | ------------------------- | --------- |
| 1      | 26 de septiembre de 1926 | @ Chicago Cardinals       | D 15–0    |
| 2      | 3 de octubre de 1926     | @ Milwaukee Badgers       | V 6–0     |
| 3      | 17 de octubre de 1926    | @ Canton Bulldogs         | V 16–13   |
| 4      | 24 de octubre de 1926    | @ Buffalo Rangers         | E 0–0     |
| 5      | 7 de noviembre de 1926   | @ Providence Steam Roller | V 7–6     |
| 6      | 11 de noviembre de 1926  | @ Pottsville Maroons      | D 10–0    |
| 7      | 14 de noviembre de 1926  | @ New York Giants         | V 6–0     |
| 8      | 21 de noviembre de 1926  | @ Brooklyn Lions          | V 20–0    |
| 9      | 25 de noviembre de 1926  | @ Detroit Panthers        | V 9–6     |
| 10     | 5 de diciembre de 1926   | @ Kansas City Cowboys     | D 7–3     |